# Тассуат (Акмолинская область)
Тассуат (каз. Тассуат) — село в Жаркаинском районе Акмолинской области Казахстана, образует административно-территориальную единицу «Село Тассуат» со статусом сельского округа. 
- Код КАТО — 115471100[2].
- Код КАТО административной единицы — 115471000[3].

## География
Село расположено вдоль реки Ишим, в 24 км на восток от центра района города Державинск.
Административно село граничит:
- на востоке со селом Далабай,
- на юге с Нахимовским сельским округом,
- на западе со сёлами Гастелло и Пригородное,
- на севере со селом Тасоткель.

### Улицы
- ул. Абая,
- ул. Алиби Джангильдина,
- ул. Алихана Бокейхана,
- ул. Амангельды Иманова,
- ул. Ишимская,
- ул. Набережная,
- ул. Целинная,
- ул. Ыбырая Алтынсарина.

### Ближайшие населённые пункты
- село Нахимовка в 3 км на юге,
- село Далабай в 11 км на северо-востоке.

## Население
В 1989 году население села составляло 643 человек (из них казахов 61%).
В 1999 году население села составляло 623 человека (305 мужчин и 318 женщин). По данным переписи 2009 года, в селе проживало 376 человек (189 мужчин и 187 женщин).
| Численность населения | Численность населения | Численность населения |
| 1989                  | 1999                  | 2009                  |
| --------------------- | --------------------- | --------------------- |
| 643                   | ↘623                  | ↘376                  |